# Liste der Baudenkmäler in Bad Brückenau
Auf dieser Seite sind die Baudenkmäler in der unterfränkischen Stadt Bad Brückenau zusammengestellt. Diese Tabelle ist eine Teilliste der Liste der Baudenkmäler in Bayern. Grundlage ist die Bayerische Denkmalliste, die auf Basis des Bayerischen Denkmalschutzgesetzes vom 1. Oktober 1973 erstmals erstellt wurde und seither durch das Bayerische Landesamt für Denkmalpflege geführt wird. Die folgenden Angaben ersetzen nicht die rechtsverbindliche Auskunft der Denkmalschutzbehörde.

## Stadtbefestigung
Reste der ehemaligen Stadtbefestigung, die nach dem Stadtbrand von 1876 weitgehend eingelegt wurde. Ein geringer Rest des Hausteinmauerwerkes ist beim ehemaligen Amtshaus (Kirchgasse 6 (Lage)) (Lage), um 1260, sowie Reste der Stadterweiterungsmauer, Hausteinmauerwerk, Sandstein, um 1337, erhalten. Aktennummer: D-6-72-113-1

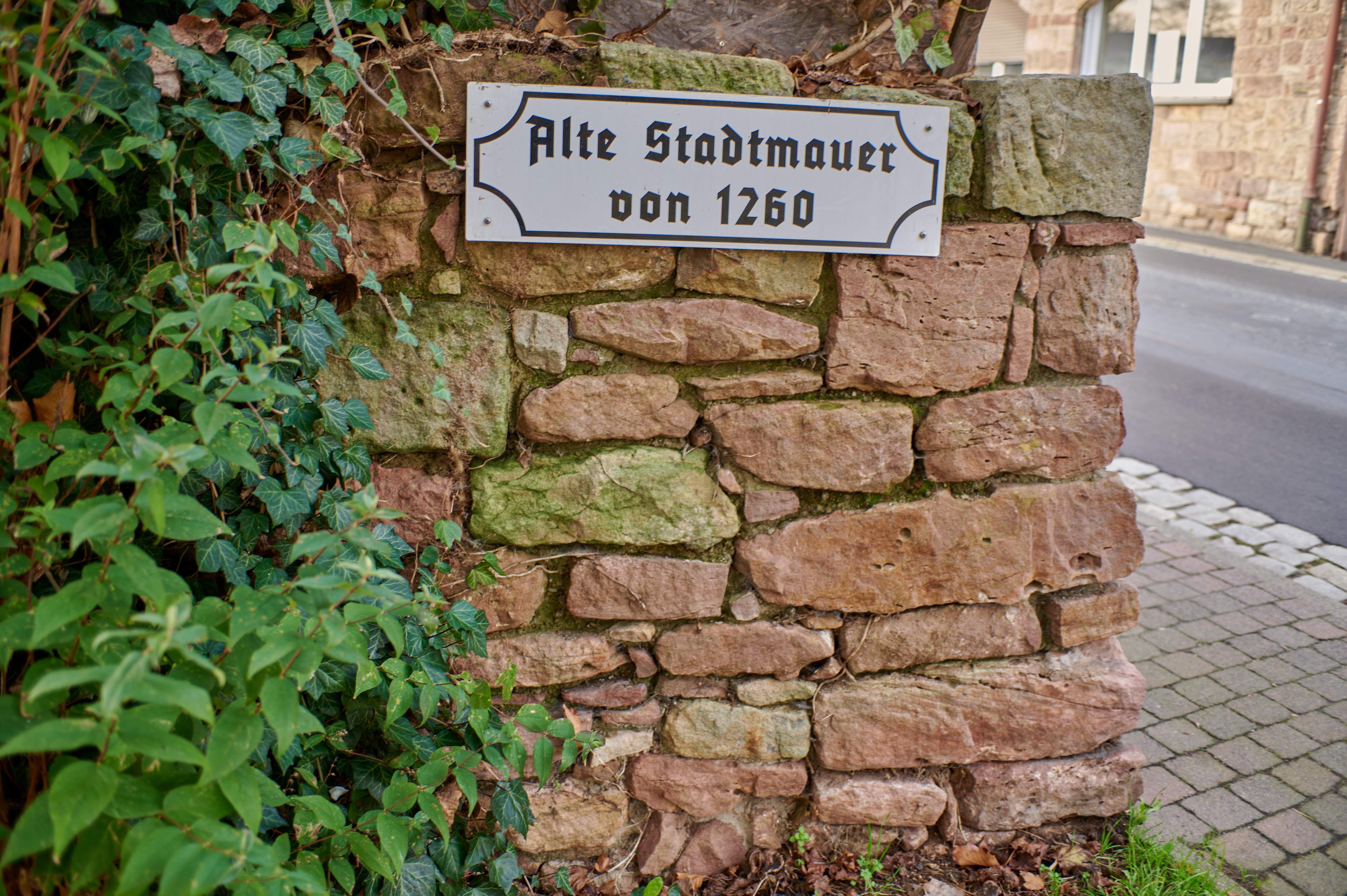
Stadtmauer Fuldaer Straße

## Ensembles

### Ensemble Altstadt Bad Brückenau
Das vom Stadtbrand im Jahre 1876 weitgehend verschont gebliebene Stadtviertel (Lage) mit dem nordsüdlich verlaufenden Straßenzug der Altstadt hieß ursprünglich Neustadt und stellt die im Anschluss an die Stadtgründung des 13. Jahrhunderts angelegte Vorstadt Brückenaus dar. Die Altstadt verläuft im rechten Winkel zur Hauptstraße der eigentlichen Stadt und ist mit Höfen bebaut, deren Wohnhäuser in geschlossener Giebelreihung, leicht gegeneinander versetzt, die Straßenwände bilden. Es handelt sich meist um Halbwalmdachbauten mit zum Teil verschindelten Fachwerkobergeschossen, die im Kern auf das 16./17. Jahrhundert zurückgehen. Dem Straßenzug hat sich nordöstlich vor dem Obertor an der gleichnamigen Straße und an der Siebenbrückengasse ein Vorstadtviertel aus Kleinhäusern zumeist in Fachwerkbauweise vorgelagert. Umgrenzung: Altstadt 1-18, 22, Fuldaer Straße 2, 4, Ludwigstraße 37, 52, Obertor 1-7, Siebenbrücksgasse 1-12, Sinntor 1, 1a, 3, 5, 7, 8, 10, 12, 14, 18, 20. Aktennummer: E-6-72-113-1

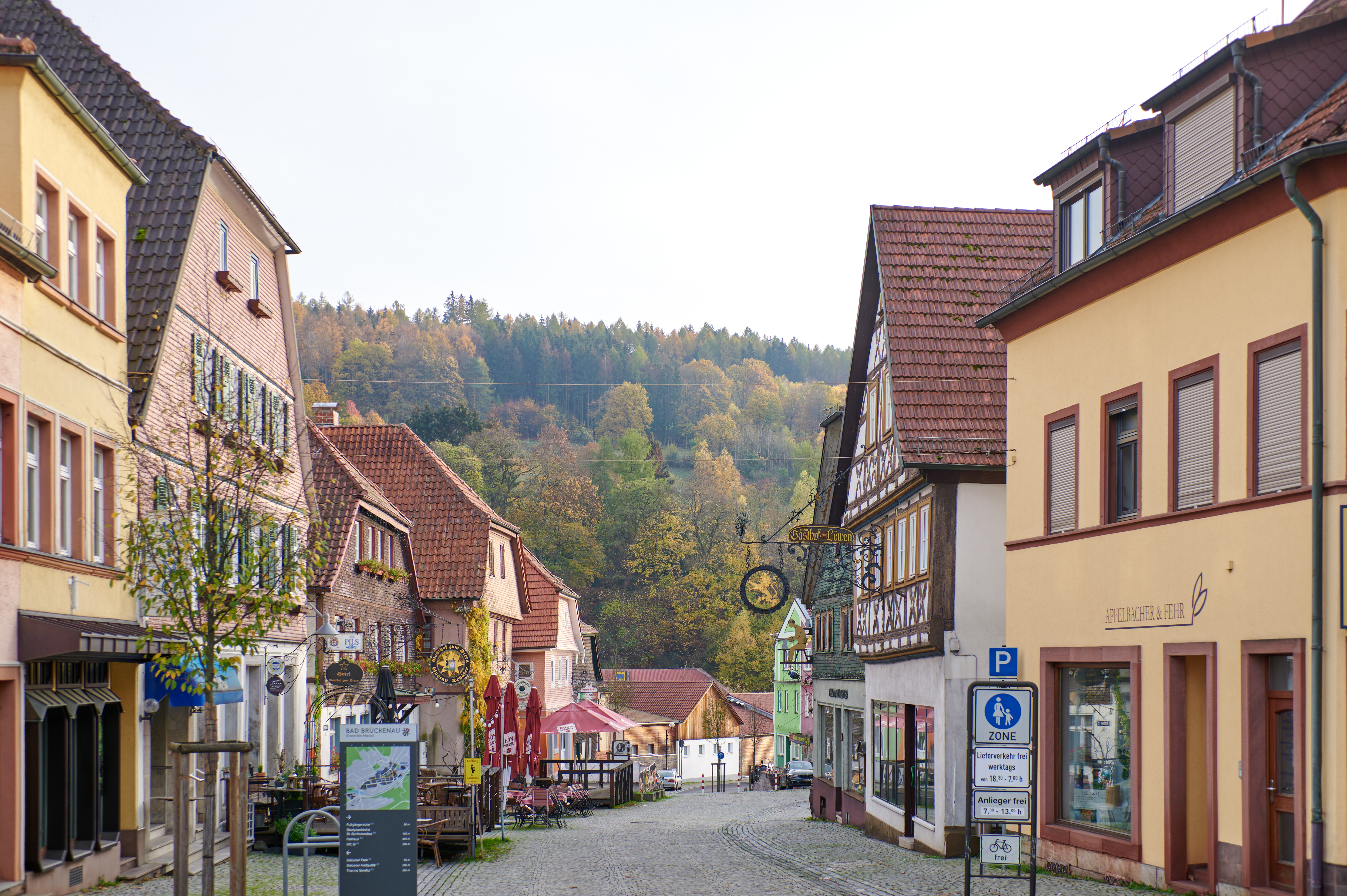
Altstadt, von Norden
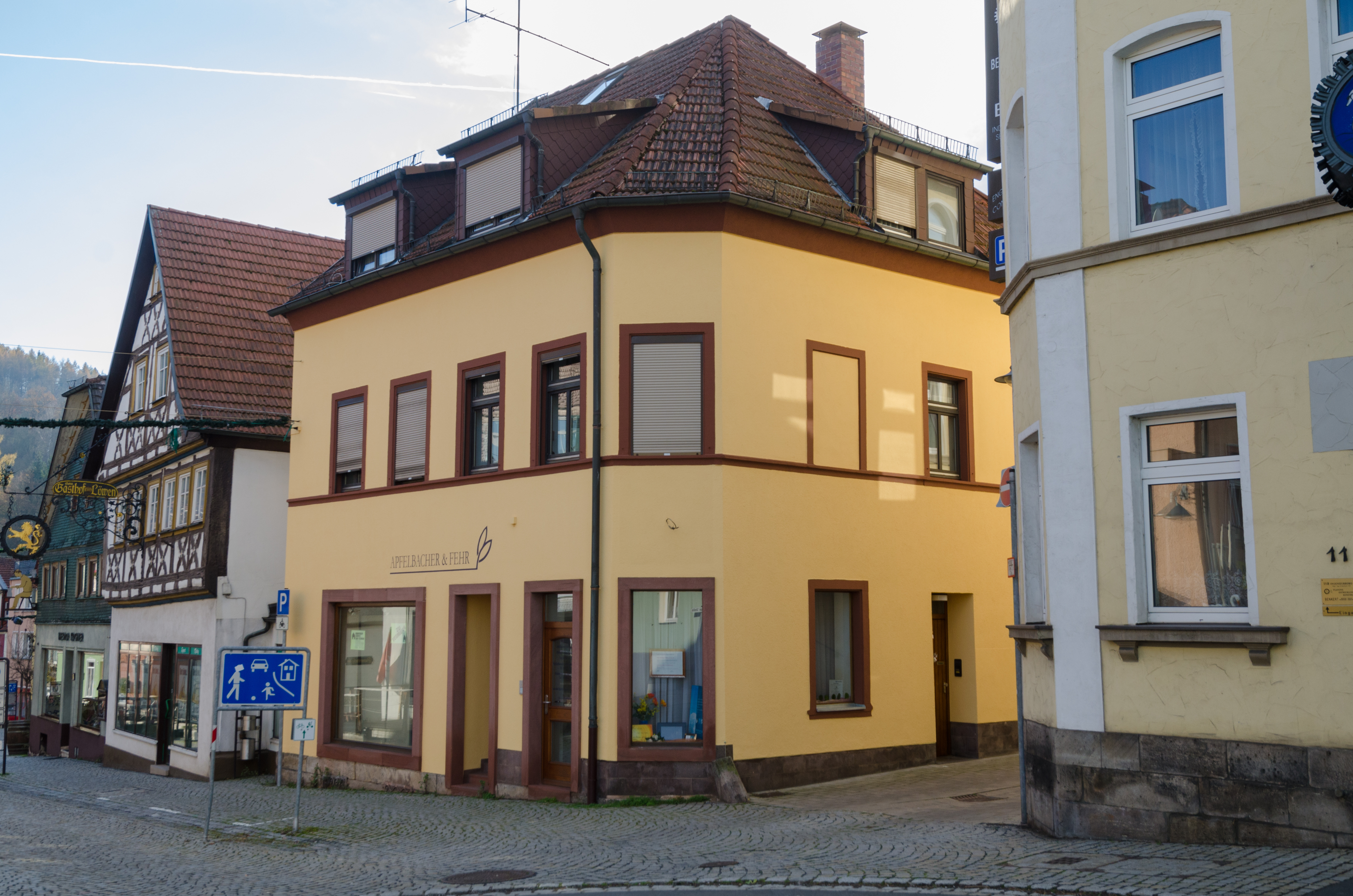
Altstadt 9
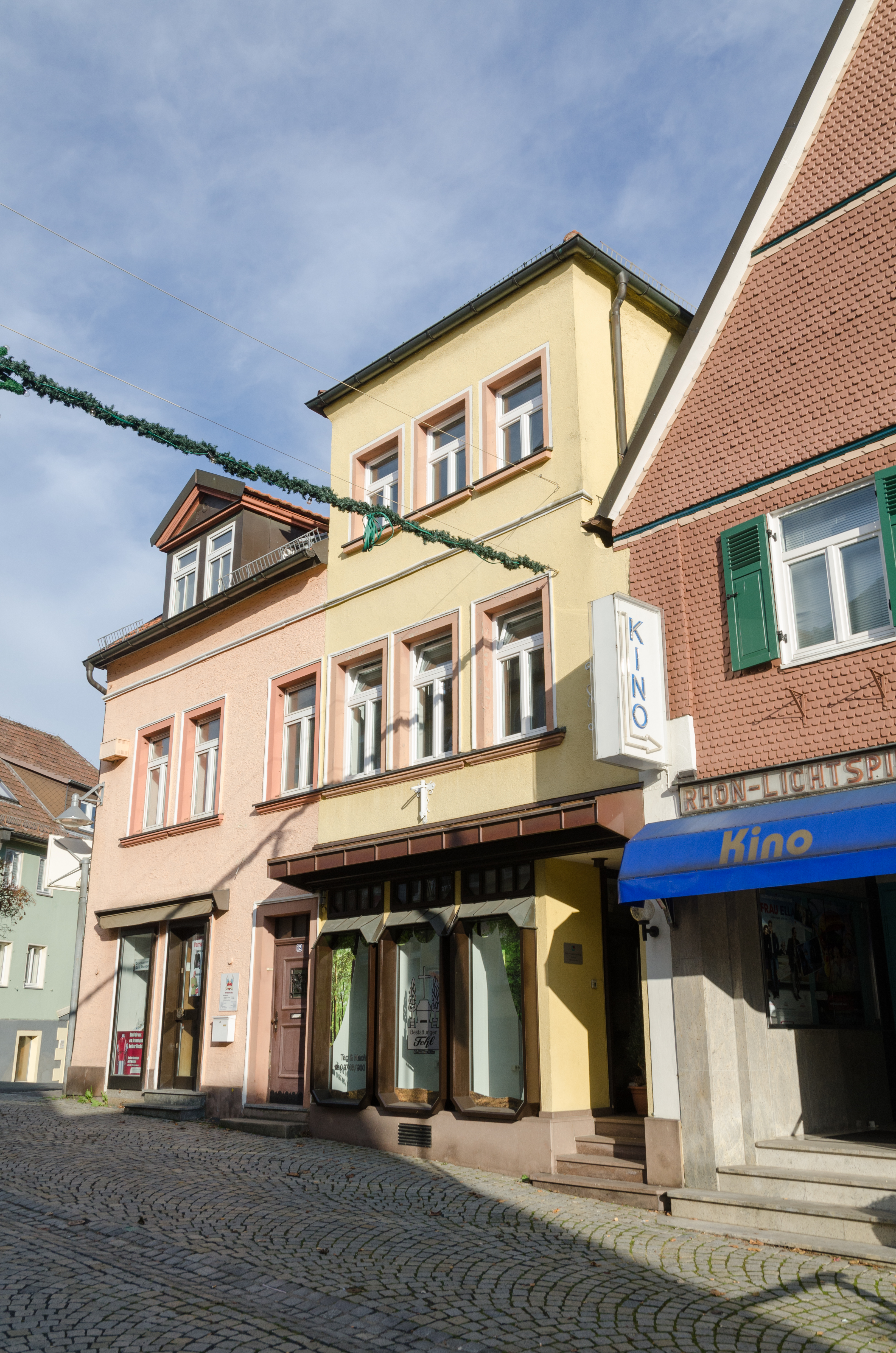
Altstadt 10
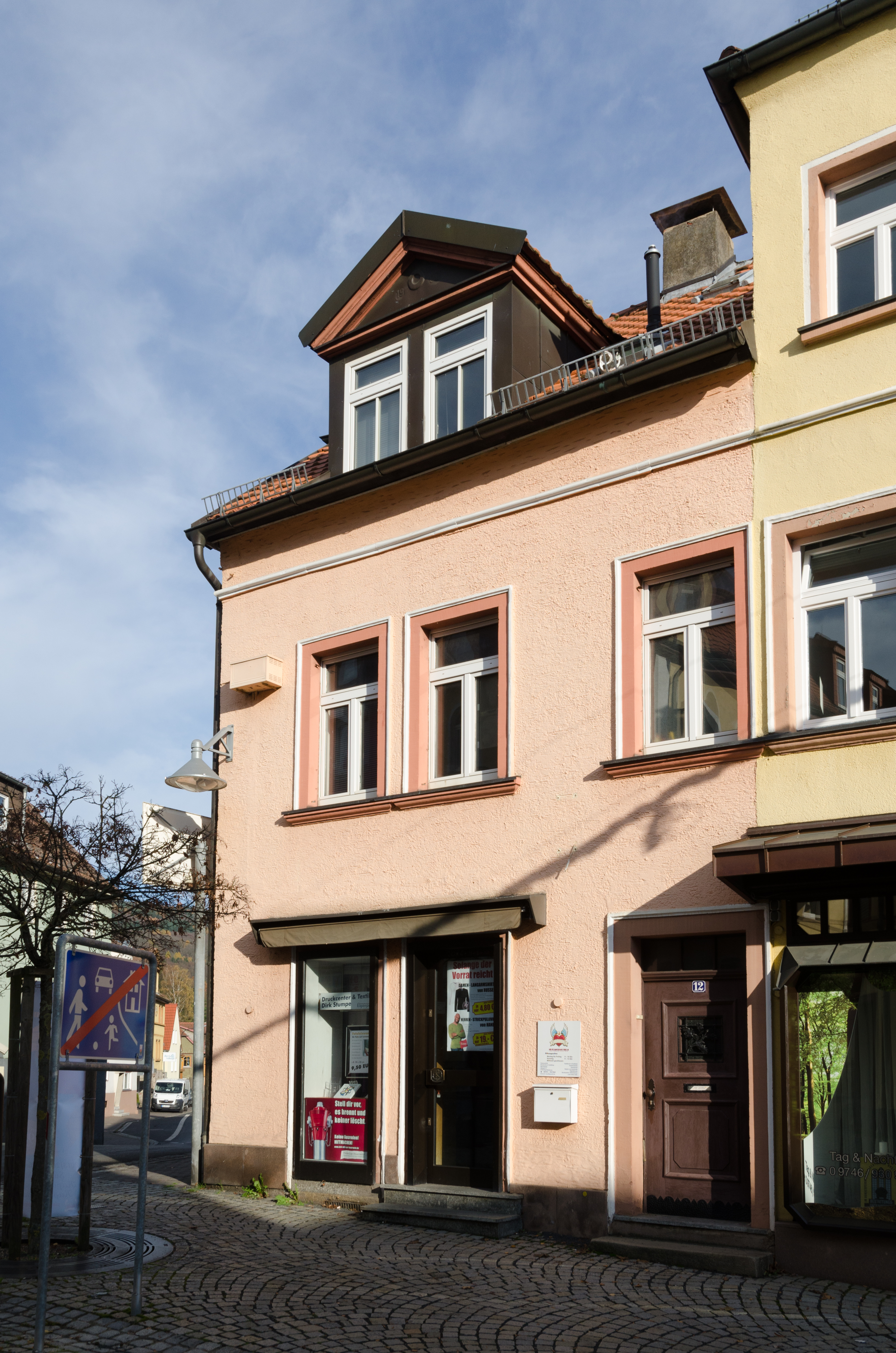
Altstadt 12
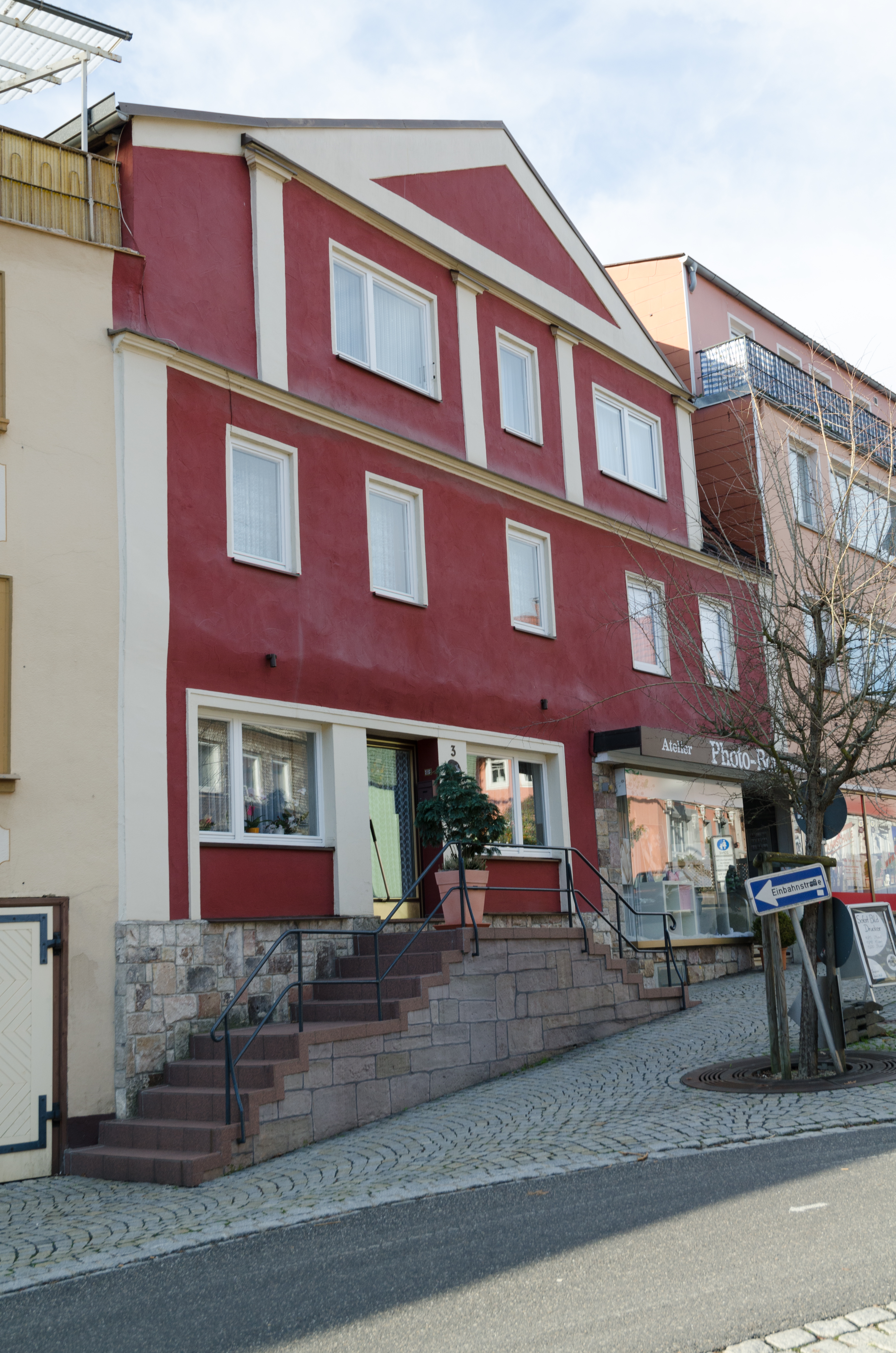
Sinntor 3
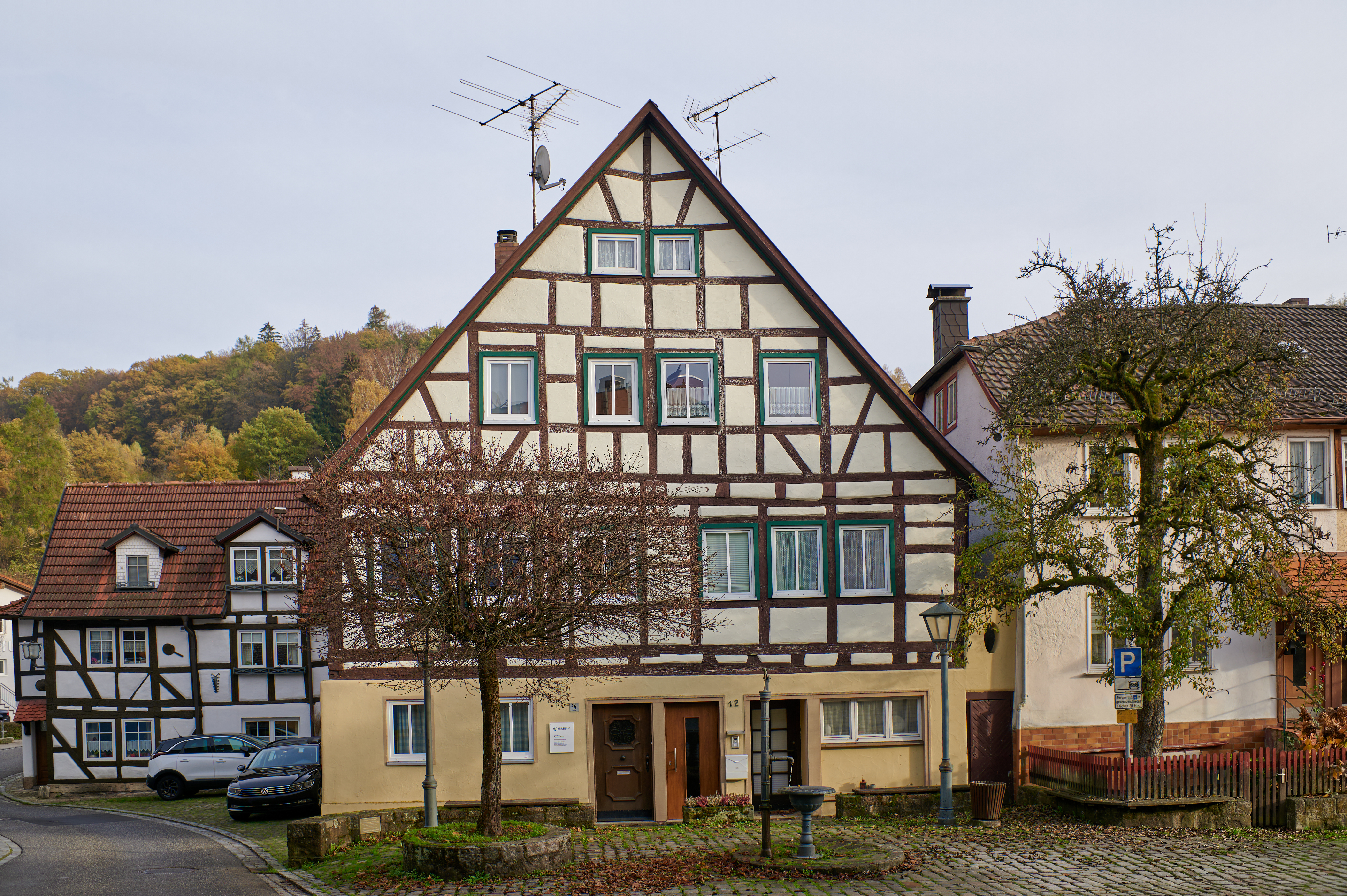
Sinntor 12, 14
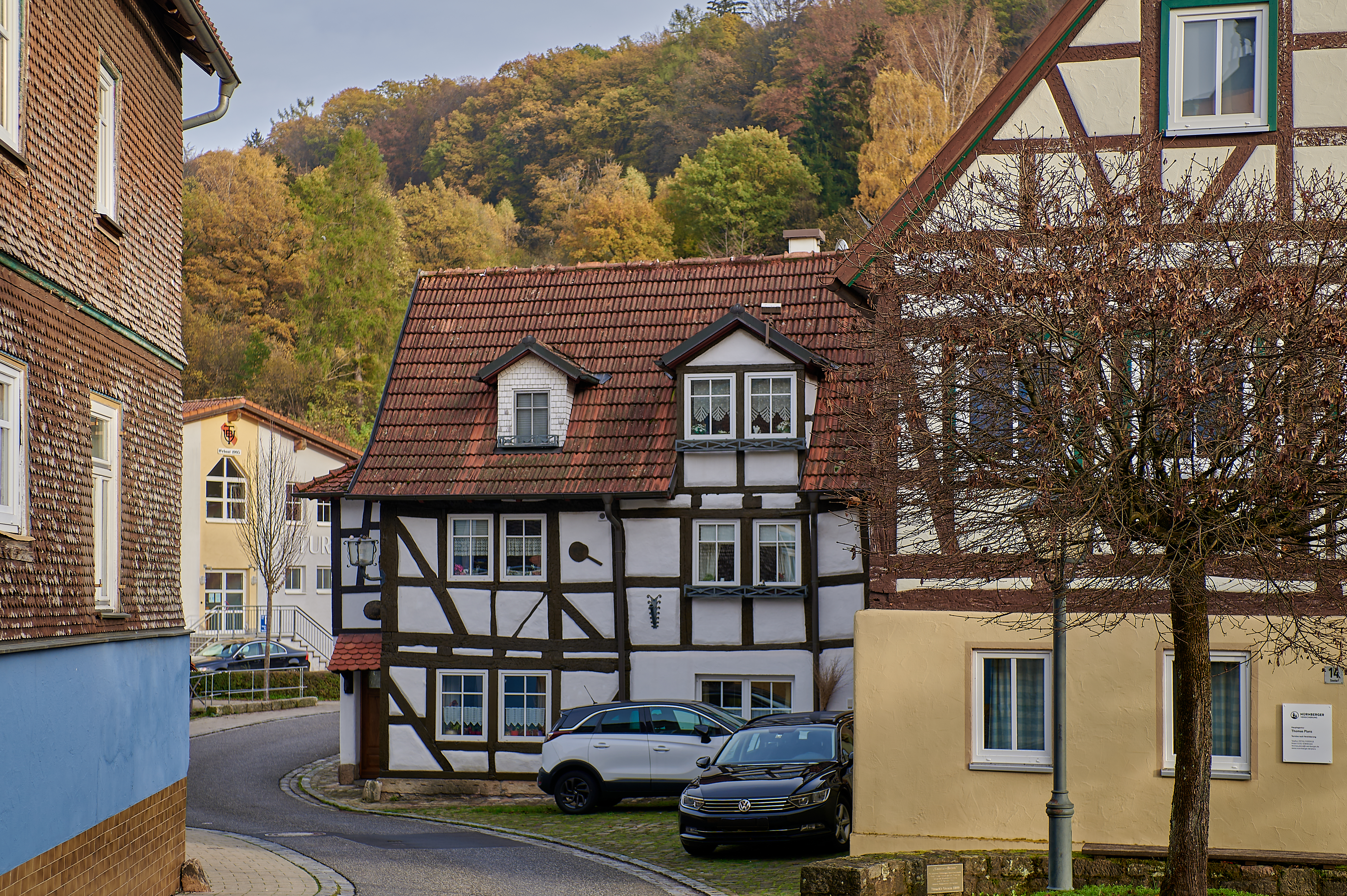
Sinntor 18, 20

### Ensemble Kuranlagen Bad Brückenau
Die 1747 neu entdeckten Heilquellen führten unter den Fürstäbten von Fulda Amand von Buseck und Heinrich von Bibra zur Anlage eines von der Stadt Brückenau unabhängigen Kurortes (Lage). Beiderseits einer das Sinntal durchquerenden, von Nord nach Süd gerichteten Hauptallee entstanden bis 1749 Pavillonbauten und am nördlichen Abhang, als point-de-vue, ein Querbau mit Nebengebäuden. Die Grundzüge dieser Anlage blieben bestimmend für den Ausbau des Bades unter Ludwig I und am Anfang des 20. Jahrhunderts. Von den barocken Gebäuden sind der erhöhte Querbau (der heutige Fürstenhof) und ein Pavillon, der „Hirsch“, erhalten. Um 1830 wurde die Westseite mit dem Bau des spätklassizistischen Kursaals und der ihn flankierenden Gebäude des Badhotels und des Elisabethenhofs monumentalisiert und auf eine Querachse umorientiert. Als Antwort darauf entstand um 1900 auf der gegenüberliegenden Seite der neubarocke Prachtbau des Kurhotels. Einige, nach 1900 errichtete, im Bezug auf die Hauptachse symmetrisch angeordnete, pavillonartige Villen dokumentieren den Versuch der Jugendstilzeit, sich den Grundzügen der ursprünglichen Anlage des 18. Jahrhunderts wieder zu nähern. Nach Süden mündet die Hauptallee auf den klassizistischen, als Abschlussprospekt konzipierten Kellerbau. Aktennummer: E-6-72-113-2

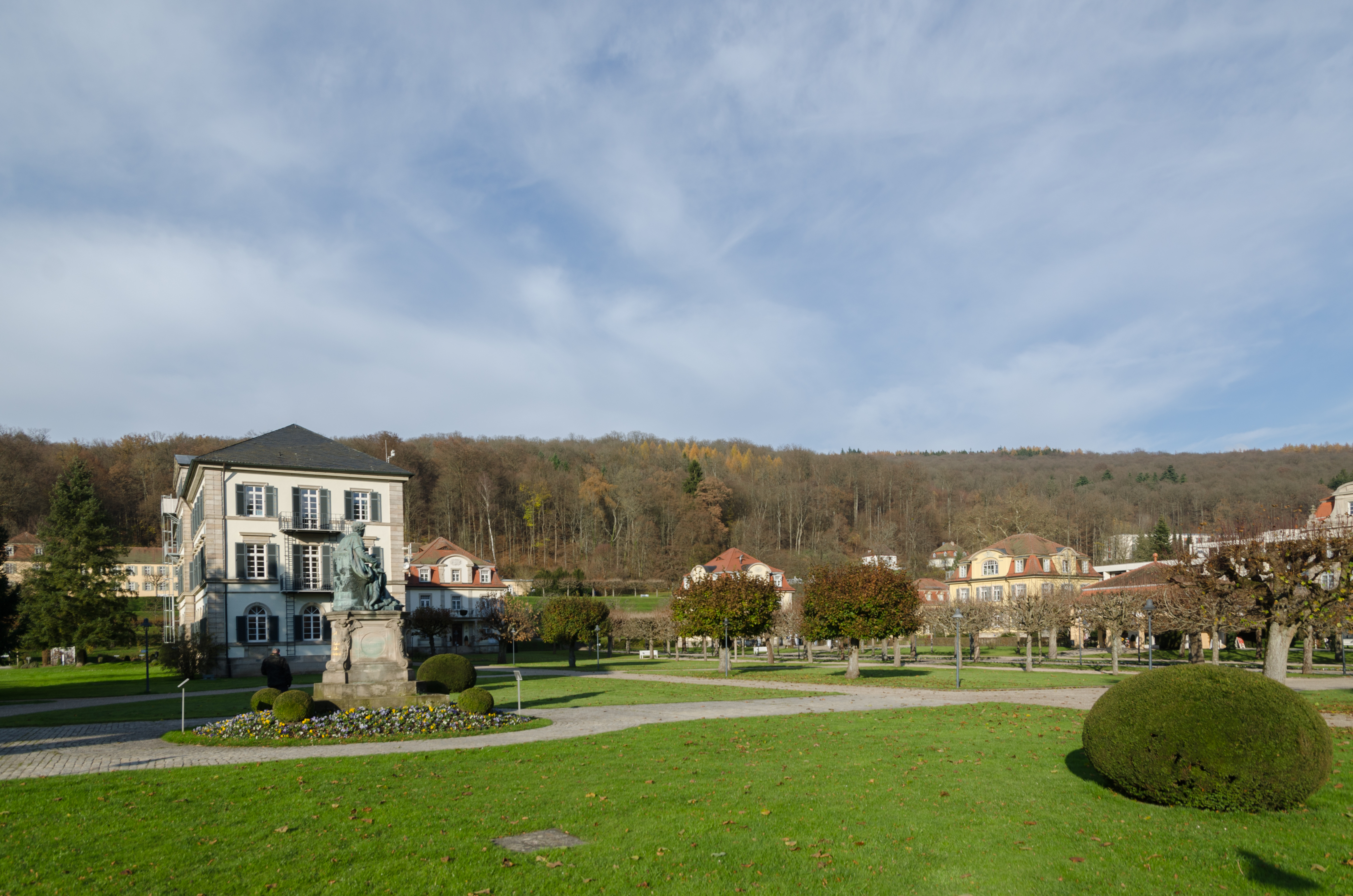
Kurpark von Südwesten
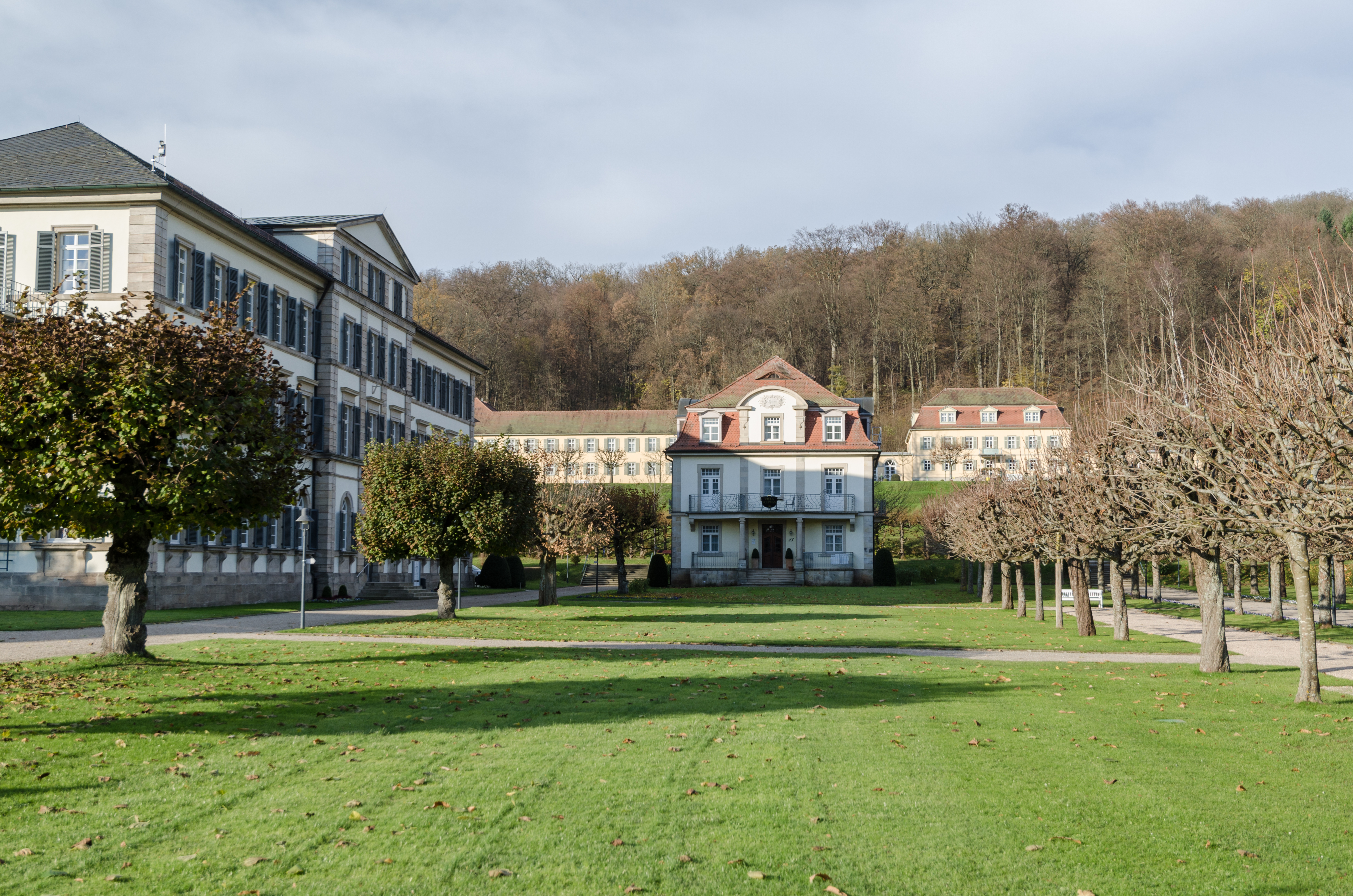
Kurpark von Süden
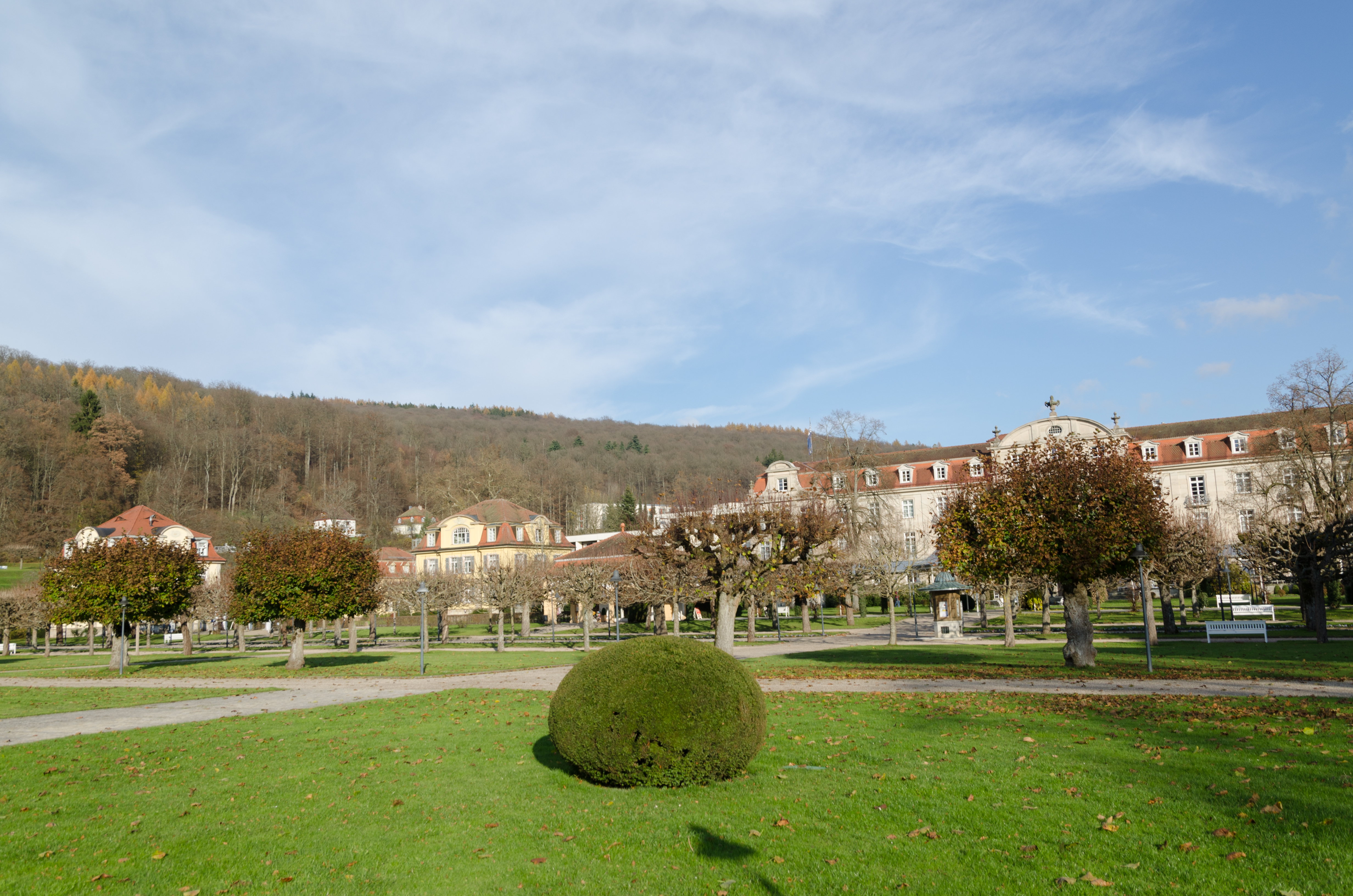
Kurpark von Westen
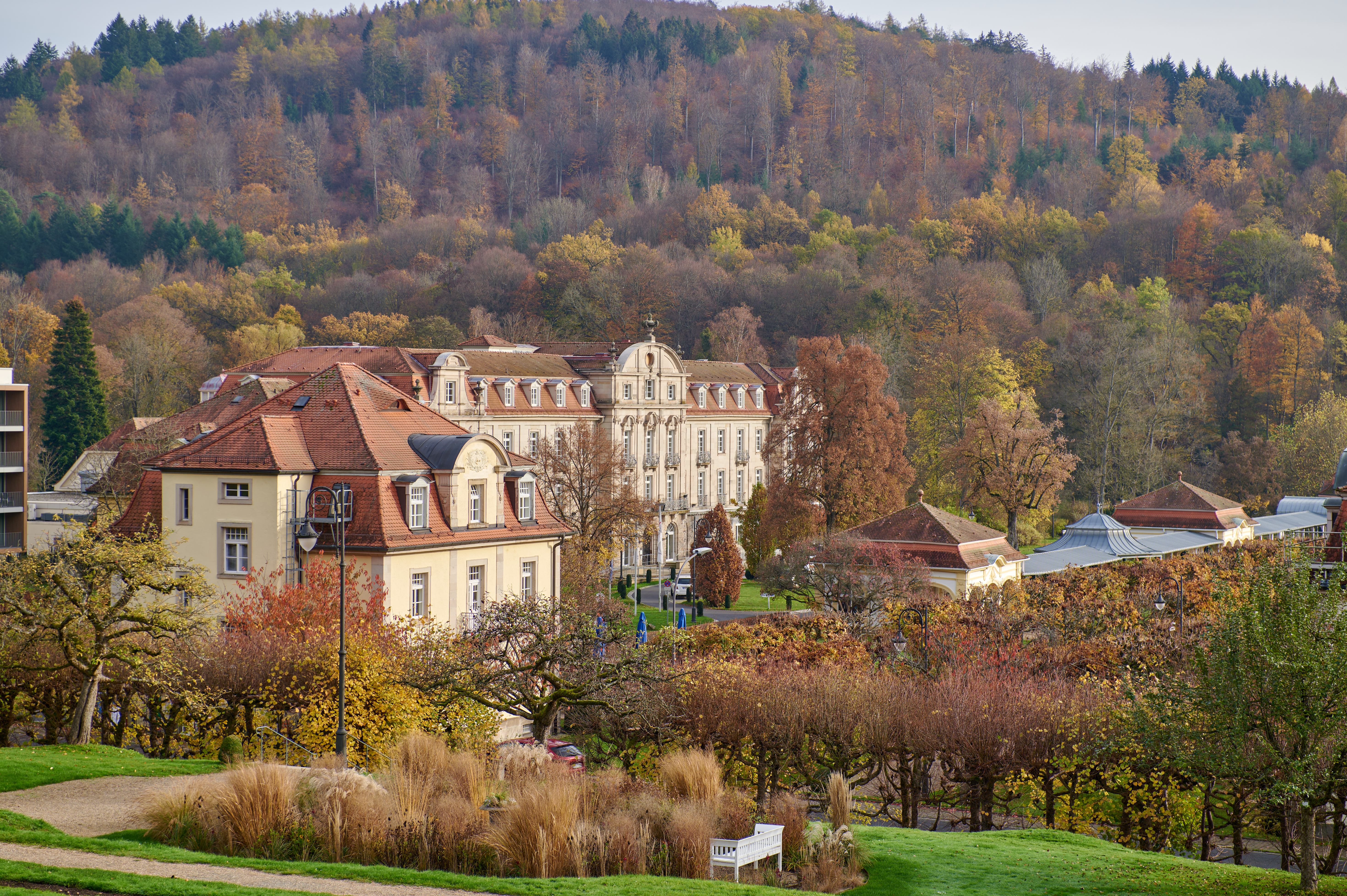
Kurpark von Norden
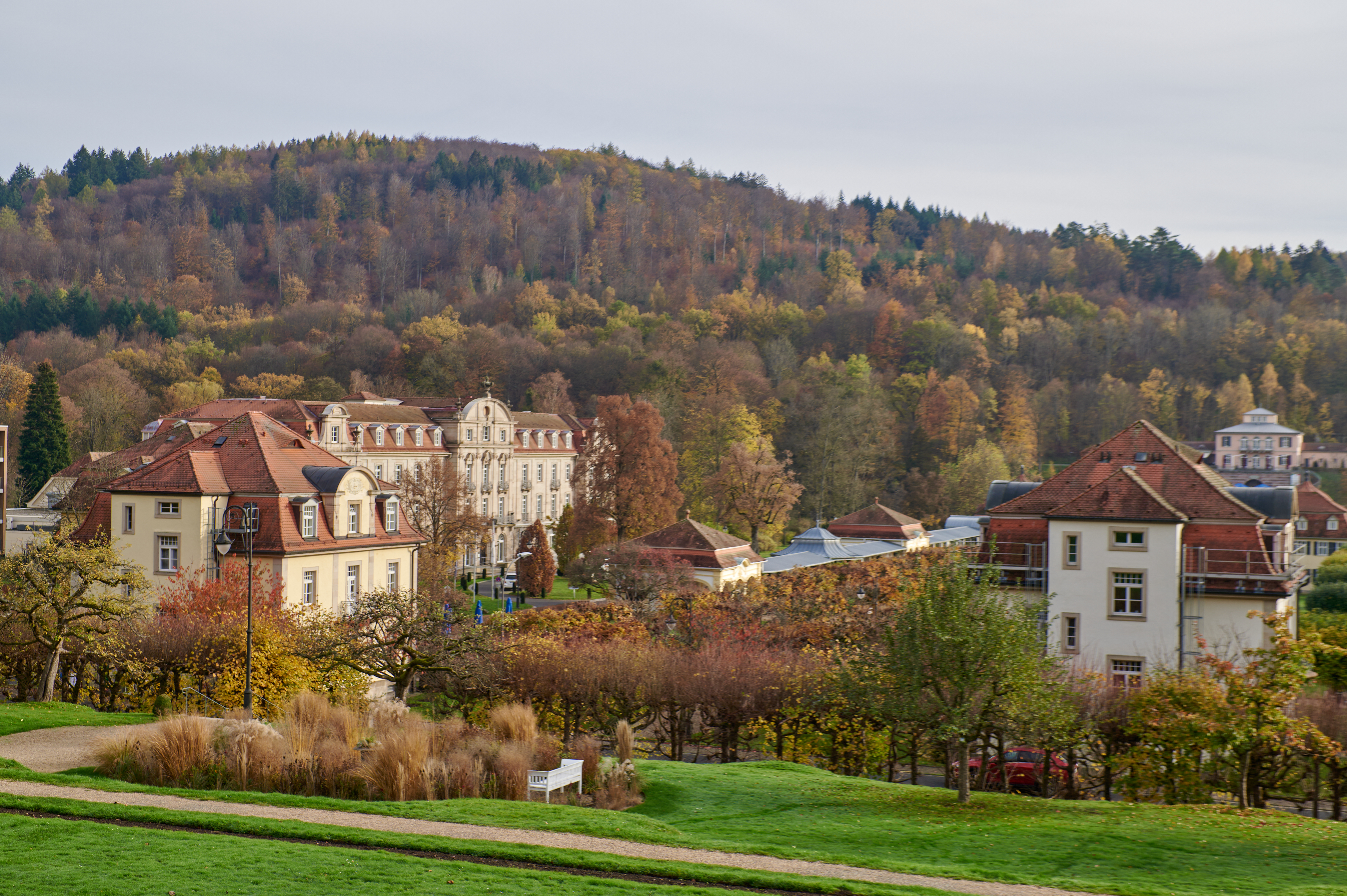
Kurpark von Norden
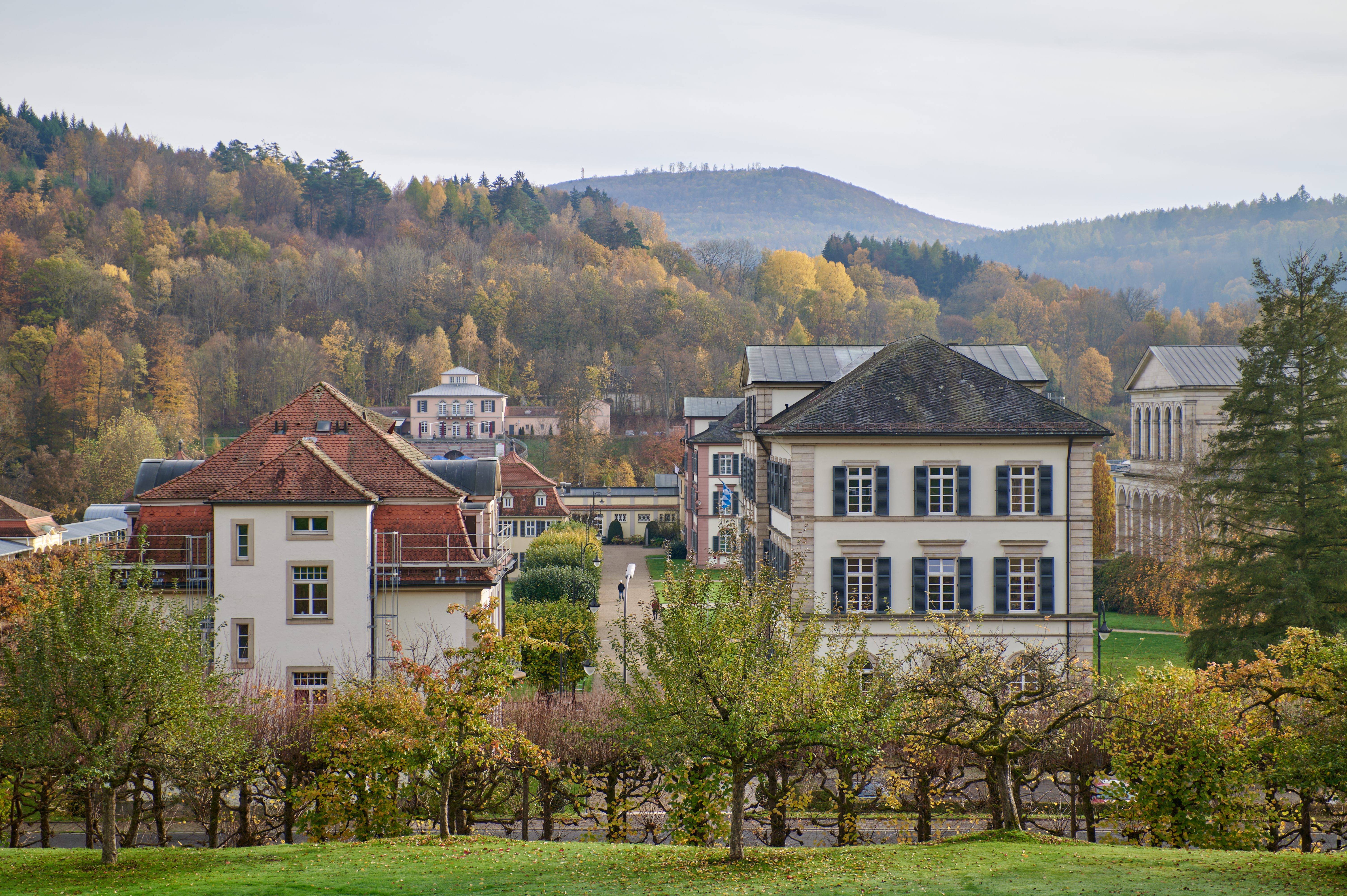
Kurpark von Norden

## Baudenkmäler nach Gemeindeteilen

### Bad Brückenau
| Lage                                      | Objekt                                              | Beschreibung | Akten-Nr.               | Bild           |
| ----------------------------------------- | --------------------------------------------------- | --- | ----------------------- | -------------- |
| Alter Rathausplatz (Standort)             | Kriegerdenkmal für 1870/71, 1914–18, 1939–1945      | Figur des Heiligen Georg als Drachentöter auf Säule über Postament, davor ruhender Löwe mit bayerischem Wappenschild und Lorbeerzweig, von Valentin Weidner, Sandstein und Gussstein, 1911, nachträglich ergänzt durch Postamentinschriften und zwei flankierende Namenstafeln für die Gefallenen der beiden Weltkriege, nach 1945 | D-6-72-113-33 Wikidata  | weitere Bilder |
| Alter Rathausplatz 1 (Standort)           | Ehemaliges Rathaus                                  | Zweigeschossiger Mansardwalmdachbau auf geschosshohem Sockel und südlicher Säulenvorhalle, in Formen des barockisierenden Heimatstils, 1923 | D-6-72-113-114 Wikidata | weitere Bilder |
| Alter Schlachthofweg 6 (Standort)         | Villa                                               | Eingeschossiger Massivbau mit Eckrisaliten, Zwerchhaus mit seitlich eingeschwungenem Segmentbogenaufsatz und Mansardwalmdach, in Formen des baubarockisierenden Jugendstils, bezeichnet „1903“ | D-6-72-113-99 Wikidata  | weitere Bilder |
| Alter Schlachthofweg 6 (Standort)         | Einfriedung                                         | Mit rundem Eckpavillon mit Kegeldach, gleichzeitig | D-6-72-113-99 Wikidata  | weitere Bilder |
| Altstadt 1 (Standort)                     | Wohnhaus                                            | Zweigeschossiger Fachwerkbau mit Satteldach und giebelseitiger Auslucht, 17./18. Jahrhundert | D-6-72-113-100 Wikidata | weitere Bilder |
| Altstadt 2 (Standort)                     | Gasthaus                                            | Zweigeschossiger Halbwalmdachbau mit massivem Erdgeschoss und Fachwerkobergeschoss, dieses giebelseitig verschindelt, 17. und 18. Jahrhundert | D-6-72-113-101 Wikidata | weitere Bilder |
| Altstadt 4 (Standort)                     | Gasthaus                                            | Zweigeschossiger, giebelständiger Halbwalmdachbau mit verschindeltem Fachwerk, im Kern 17. Jahrhundert | D-6-72-113-102 Wikidata | weitere Bilder |
| Altstadt 6 (Standort)                     | Gasthaus                                            | Zweigeschossiger, giebelständiger Halbwalmdachbau, mit massivem Erdgeschoss und verschindeltem Fachwerkobergeschoss, im Kern 17. Jahrhundert | D-6-72-113-3 Wikidata   | weitere Bilder |
| Altstadt 7 (Standort)                     | Ehemaliges Gasthaus                                 | Zweigeschossiges, giebelständiges Satteldachhaus mit Zierfachwerk, 17. Jahrhundert | D-6-72-113-4 Wikidata   | weitere Bilder |
| Altstadt 7 (Standort)                     | Wirtshausausleger                                   | Schmiedeeisen, 18. Jahrhundert | D-6-72-113-4 Wikidata   | weitere Bilder |
| Altstadt 8 (Standort)                     | Wohnhaus                                            | Zweigeschossiger, giebelständiger Halbwalmdachbau mit massivem Erdgeschoss und verschindeltem Fachwerkoberstock, im Kern wohl 15./16. Jahrhundert | D-6-72-113-5 Wikidata   | weitere Bilder |
| Altstadt 14 (Standort)                    | Wohnhaus                                            | Zweigeschossiger Fachwerkeckbau mit Halbwalmdach, im Kern 16./17. Jahrhundert, Schild um 1800, erneuert 1927 | D-6-72-113-6 Wikidata   | weitere Bilder |
| Altstadt 22 (Standort)                    | Ehemalige Walkmühle                                 | Zweigeschossiger, verschindelter Fachwerkbau mit Satteldach, 17. und 18. Jahrhundert | D-6-72-113-103 Wikidata | weitere Bilder |
| Am Felsenkeller 4 (Standort)              | Heiligenfigur                                       | Standbild des Heiligen Valentin, in modernem Heiligenhäuschen, Abguss, Original aus Sandstein im Heimatmuseum, 1722 | D-6-72-113-15 Wikidata  | BW             |
| Auerhahnweg 17 (Standort)                 | Villa, Wohnhaus des Bezirksbaumeisters Ludwig Imhof | Zweigeschossiger Satteldachbau mit polygonalem Eckturm und Laube, massivem Sockelgeschoss und Zierfachwerk, historistisch, von Ludwig Imhof, 1911 | D-6-72-113-104 Wikidata | weitere Bilder |
| Auerhahnweg 17 (Standort)                 | Gartenhaus                                          | Fachwerkbau mit Walmdach, Heimatstil, 1911 | D-6-72-113-104 Wikidata | BW             |
| Bahnhofstraße (Standort)                  | Sühnekreuz                                          | Grob gehauenes Steinkreuz mit fehlendem Kreuzarm, auf der Vorderseite ein Schwert eingemeißelt, Sandstein, mittelalterlich | D-6-72-113-9 Wikidata   | weitere Bilder |
| Bahnhofstraße 32 (Standort)               | Ehemaliges Telegrafenamt                            | Zweigeschossiger Massivbau mit strebepfeilerartigen Ecksicherungen in Quaderoptik und Walmdach mit Schieferdeckung, im Heimatstil, um 1930 | D-6-72-113-105 Wikidata | weitere Bilder |
| Crailsheimstraße 17 (Standort)            | Ehemaliges Gefängnis bzw. ehemaliges Polizeigebäude | Zweigeschossiger Massivbau mit Walmdach, hoher Sockelzone und Lisenengliederung, 1878 | D-6-72-113-106 Wikidata | weitere Bilder |
| Crailsheimstraße 23 (Standort)            | Sogenannte Villa Stoll                              | Zweigeschossiges Wohnhaus mit Walmdach und polygonalem Treppenhaus, in Formen des bürgerlichen Expressionismus, 1929 | D-6-72-113-172          | weitere Bilder |
| Ernst-Putz-Straße (Standort)              | Bildstock                                           | Aufsatz mit leerer Nische und Spitzgiebeldach und Muschelzier, auf Vierkantpfeiler über Postament, Sandstein, neoklassizistisch, Sebastian Putz, 1910 | D-6-72-113-14 Wikidata  | BW             |
| Ernst-Putz-Straße (Standort)              | Kreuzdachbildstock                                  | Kreuzdachhaus mit Kreuzrelief und Inschrift, auf abgefastem Vierkantpfeiler, Sandstein, bezeichnet „1614“ | D-6-72-113-13 Wikidata  | BW             |
| Ernst-Putz-Straße 9 (Standort)            | Bildstock                                           | Aufsatz mit Rundbogenabschluss und Kreuzbekrönung, mit Reliefdarstellung der Kreuzigung, auf Säule über Rechtecksockel, Sandstein, bezeichnet „1750“ | D-6-72-113-12 Wikidata  | weitere Bilder |
| Ernst-Putz-Straße 9 (Standort)            | Vier Grenzsteine                                    | Sandstein, bezeichnet „1594“ und „1721“ | D-6-72-113-12 Wikidata  | weitere Bilder |
| Friedhofweg 1 (Standort)                  | Friedhof: Friedhofskapelle                          | Saalbau, massiver Satteldach, im Kern, bezeichnet 1682 | D-6-72-113-16 Wikidata  | weitere Bilder |
| Friedhofweg 1 (Standort)                  | Friedhof: Friedhofskreuz                            | Kruzifix auf Tischsockel, Sandstein, bezeichnet 1886 | D-6-72-113-16 Wikidata  | weitere Bilder |
| Friedhofweg 1 (Standort)                  | Friedhof                                            | Grabdenkmäler des 19. Jahrhunderts und frühen 20. Jahrhunderts, unter anderem Grabdenkmal mit altarähnlichem Palladiomotiv, Sandstein, bezeichnet 1886 | D-6-72-113-16 Wikidata  | weitere Bilder |
| Friedhofweg 1 (Standort)                  | Bildstock                                           | Aufsatz mit Eselsrückenabschluss und Darstellung der Heiligen Familie, auf Rundsäule über Tischsockel mit Inschriftenfeld, auf Basisblock, Sandstein, bezeichnet „1770“ | D-6-72-113-17 Wikidata  | BW             |
| Gänsrain 2 (Standort)                     | Brunnenhaus                                         | Oktogonaler Brunnenpavillon der 1906 erbohrten Quelle des sogenannten Siebener Sprudels, Massivbau mit Pyramidendach, um 1910 | D-6-72-113-109 Wikidata | weitere Bilder |
| Hainischergraben (Standort)               | Bildstock                                           | Aufsatz mit vierseitigem Rundbogendach, in den Bildnischen neue Mörtelreliefs mit Kruzifix, Kreuz tragendem Christus und Heiligenfigur, auf Rundsäule über Postament, auf Basisblock, Sandstein, bezeichnet „1667“ | D-6-72-113-34 Wikidata  | BW             |
| Hammelburger Straße, Kalkgrund (Standort) | Kilometerstein                                      | Einer von insgesamt fünf zweiseitig beschrifteten Kilometersteinen an der Straße ST 2790 zwischen Bad Brückenau und Hammelburg, letztes Viertel 19. Jahrhundert | D-6-72-161-38           | BW             |
| Hammelburger Straße 2 (Standort)          | Villa                                               | Zweigeschossiger Mansardwalmdachbau mit hoher Sockelzone, barockisierender Jugendstil, um 1910 | D-6-72-113-108 Wikidata | weitere Bilder |
| Heimgartenstraße 2 (Standort)             | Bildstock                                           | Barocker Aufsatz mit Reliefdarstellung des Hl. Georg als Drachentöter, Rückseite mit Heiligem Antonius, auf Rundsäule über Tischsockel mit Inschriftenkartusche, Sandstein, bezeichnet „1737“ | D-6-72-113-19 Wikidata  | BW             |
| Im Siebener Park 1 (Standort)             | Ehemalige Mühle, sogenannte Liebesmühle             | Zweigeschossiger Halbwalmdachbau mit massivem Erdgeschoss und teilweise verschindeltem und verkleidetem Fachwerkobergeschoss, Ende 18. Jahrhundert | D-6-72-113-113 Wikidata | weitere Bilder |
| Kirchgasse 5 (Standort)                   | Mauerrest                                           | Bruchsteinmauerwerk, Rest des Zehntturmes und des ehemals fuldischen Amtshofes, wohl 14. Jahrhundert | D-6-72-113-20 Wikidata  | BW             |
| Kirchgasse 6 (Standort)                   | Ehemaliges Fuldisches Amtshaus                      | Dreigeschossiger Walmdachbau mit südlichem Treppenturm, im Kern 16./17. Jahrhundert, im Zuge des Stadtbrandes teilweise zerstört und wiederhergestellt, um 1876 | D-6-72-113-21 Wikidata  | weitere Bilder |
| Kirchgasse 7 (Standort)                   | Mauerreste                                          | Bruchsteinmauerwerk, Reste des Zehntturmes und des ehemals fuldischen Amtshofes, wohl 14. Jahrhundert | D-6-72-113-22 Wikidata  | weitere Bilder |
| Kirchplatz (Standort)                     | Heiligenhäuschen                                    | Vier ionische Säulchen mit Kuppeldachaufsatz, darauf Kreuzschlepper mit Soldat als Freifigur, auf erneuertem Tischsockel, Sandstein, wohl 1716 | D-6-72-113-25 Wikidata  | weitere Bilder |
| Kirchplatz 2 (Standort)                   | Pfarrhaus                                           | Ehemals zweigeschossiger, jetzt dreigeschossiger Bau mit Walmdach, im Kern erstes Viertel 18. Jahrhundert | D-6-72-113-23 Wikidata  | weitere Bilder |
| Kirchplatz 2 ()                           | Figur der Maria assunta                             | Sandstein, spätbarock, um 1785; ehemals am barocken Kirchenbau | D-6-72-113-122          |                |
| Kirchplatz 3 (Standort)                   | Katholische Pfarrkirche St. Bartholomäus            | Saalbau mit westlicher Turmfassade mit Zwiebelhaube, im Kern 1781–83, nach Stadtbrand unter Verwendung der Außenmauern wiederhergestellt und Turm erhöht, 1877–78; mit Ausstattung | D-6-72-113-24 Wikidata  | weitere Bilder |
| Kirchplatz 3 (Standort)                   | Kirchhofmauer                                       | Hausteinmauerwerk, wohl 18. Jahrhundert | D-6-72-113-24 Wikidata  | BW             |
| Kissinger Straße (Standort)               | Heiligenhäuschen                                    | Massivbau mit Satteldach und barockem Rundbogenfirst mit Giebelinschrift, Sandstein, bezeichnet „1755“ | D-6-72-113-11 Wikidata  | BW             |
| Kissinger Straße 10 (Standort)            | Ehemalige Mühle, jetzt Wohnhaus                     | Zweigeschossiger Fachwerkbau mit massiver Sockelzone und Satteldach, teilweise verschindelt, 17./18. Jahrhundert | D-6-72-113-26 Wikidata  | weitere Bilder |
| Ludwigstraße 1 (Standort)                 | Forstamt                                            | Zweigeschossiger Massivbau mit Satteldach und hoher, südlicher Sockelzone, 1876 | D-6-72-113-111 Wikidata | weitere Bilder |
| Ludwigstraße 3 (Standort)                 | Ehemaliges Finanzamt                                | Erhöht gelegener, zweigeschossiger Massivbau mit Walmdach und Eckrisaliten, um 1850 | D-6-72-113-27 Wikidata  | weitere Bilder |
| Ludwigstraße 8 (Standort)                 | Ladenpavillon                                       | Eingeschossiger Satteldachbau mit Säulenstellungen auf der Nordseite und westlichem Glockendachaufsatz, 1924 | D-6-72-113-28 Wikidata  | weitere Bilder |
| Ludwigstraße 10 (Standort)                | Hotel Post                                          | Zweigeschossiger Massivbau mit Krüppelwalmdach, Erkern, Gauben und Zwerchhäusern, Dachaufbauten als Fachwerkkonstruktionen, sowie östlichem Eckpavillon mit Mansardwalmdach, historistisch, um 1900 | D-6-72-113-112 Wikidata | weitere Bilder |
| Ludwigstraße 37 (Standort)                | Wohnhaus                                            | Zweigeschossiger Sandsteinquaderbau mit Mittelrisalit auf der Südseite und Satteldach, 1862 | D-6-72-113-29 Wikidata  | weitere Bilder |
| Ludwigstraße 37 (Standort)                | Prozessionsaltar                                    | Kreuzigungsrelief mit Assistenzfiguren und Rundbogenabschluss, barock, 1924 mit neuer Sandsteinquadereinfassung versehen, Sandstein um 1700 | D-6-72-113-30 Wikidata  | weitere Bilder |
| Marktplatz 5 (Standort)                   | Gasthof Krone                                       | Eckhaus, zweigeschossiger Walmdachbau mit Zwerchhaus samt Dreiecksgiebel, historistisch, um 1880 | D-6-72-113-32 Wikidata  | weitere Bilder |
| Schutzheiligen (Standort)                 | Heiligenhäuschen                                    | Massivbau aus Quadermauerwerk mit Satteldach und Rundbogenöffnung, im Inneren kleine Steinmensa, Sandstein, 1930 | D-6-72-113-40 Wikidata  | BW             |
| Schützenhausweg 12 (Standort)             | Wegkreuz                                            | Grob gehauenes Steinkreuz, auf der Vorderseite mit eingemeißeltem, nach unten gerichteten Schwert, mittelalterlich | D-6-72-113-35 Wikidata  | BW             |
| Sinn (Standort)                           | St.-Nepomuk-Statue                                  | Freifigur des Heiligen Nepomuk auf hohem Postament mit Inschrift, bezeichnet „1725“ | D-6-72-113-8 Wikidata   | weitere Bilder |
| Sinn (Standort)                           | Bildstock                                           | Aufsatz mit Reliefdarstellung der Kreuzigung mit Assistenzfiguren, auf Rundsäule über Basisplatte, Sandstein, bezeichnet „1598“ | D-6-72-113-10 Wikidata  | weitere Bilder |
| Sinntor 22 (Standort)                     | Wohnhaus                                            | Zweigeschossiger Halbwalmdachbau mit massivem Erdgeschoss und verschindeltem Fachwerkoberstock, 18./19. Jahrhundert | D-6-72-113-37 Wikidata  | weitere Bilder |
| Sinntor 24 (Standort)                     | Wohnhaus                                            | Zweigeschossiger, giebelständiger Halbwalmdachbau, mit massivem Erdgeschoss und verschindeltem Fachwerkoberstock, 18./19. Jahrhundert | D-6-72-113-38 Wikidata  | weitere Bilder |
| Unterhainstraße (Standort)                | Prozessionsaltar                                    | Baldachinartige Kuppelbedachung auf vier ionischen Säulen und Kreuzbekrönung, auf Basisblock mit Lorbeergirlande, Sandstein, bezeichnet „1820“ | D-6-72-113-39 Wikidata  | weitere Bilder |
| Leimbach ()                               | Jüdischer Friedhof                                  | angelegt 1923, mit 23 Grabsteinen und steinplattenbelegten Gräbern, letzte Bestattung 1936; Friedhofstor | D-6-72-113-174          |                |
| Sinn ()                                   | Inschriftentafel der Alten Sinnbrücke               | Sandstein, bezeichnet mit "1597" | D-6-72-113-173          |                |

### Pilsterhof
| Lage                   | Objekt              | Beschreibung | Akten-Nr.              | Bild |
| ---------------------- | ------------------- | --- | ---------------------- | ---- |
| Pilsterfeld (Standort) | Heiligenhäuschen    | Massivbau aus Quadermauerwerk mit Satteldach und reliefierter Rundbogentürfassung, bezeichnet „1755“                                                                 | D-6-72-113-42 Wikidata | BW   |
| Pilsterhof (Standort)  | Ehemaliges Gutshaus | Zweigeschossiger Satteldachbau, nördlicher Gebäudeteil mit Fachwerkobergeschoss und östlichem Erker, südlicher Gebäudeteil massiv mit Eckquaderung, im Kern von 1553 | D-6-72-113-41 Wikidata | BW   |

### Römershag
| Lage                                  | Objekt | Beschreibung | Akten-Nr.              | Bild           |
| ------------------------------------- | --- | --- | ---------------------- | -------------- |
| A 7 ()                                | Bildstock | Reliefaufsatz mit Darstellung des Heiligen Nepomuk, Rückseite mit Pietàrelief und Inschrift, auf Rundsäule mit ionischem Kapitell über Tischsockel, Sandstein, bezeichnet „1776“ nicht nachqualifiziert, im Bayerischen Denkmal-Atlas nicht kartiert | D-6-72-113-47 Wikidata |                |
| Eduard-Gerhard-Straße 1 a (Standort)  | Portal | Hausteineinfassung mit geschwungenen Steinplatten als Winkelstein, Sturz mit Wappenreliefs, Mitte 16. Jahrhundert | D-6-72-113-43 Wikidata | BW             |
| Gründchen (Standort)                  | Wegkreuz | Kruzifix auf Tischsockel mit Inschriftenkartusche, Corpus Gusseisen, Kreuz Sandstein, bezeichnet „1816“ | D-6-72-113-48 Wikidata | BW             |
| Nähe Eduard-Gerhard-Straße (Standort) | Friedhofskreuz | Kruzifix auf Kastensockel mit Inschrift, Sandstein, bezeichnet „1797“ | D-6-72-113-46 Wikidata | weitere Bilder |
| Nähe Gänsrain ()                      | Wegkreuz | Kruzifix auf Tischsockel mit Trauerschleifenrelief, Sandstein, bezeichnet „1805“ nicht nachqualifiziert, im Bayerischen Denkmal-Atlas nicht kartiert | D-6-72-113-49          |                |
| Schloßstraße 13 (Standort)            | Wappenstein | Sandstein, bezeichnet „1727“ | D-6-72-113-44 Wikidata | BW             |
| Schloßstraße 14 (Standort)            | Ehemaliges Schloss (1648–1810), ehemaliges Forstamt (1810–1886), ehemaliges Finanzamt (1816–1862), ab 1884 Kreisanstalt für Unheilbare, ab 1948 Alten- und Pflegeheim | Dreiflügelanlage mit zweigeschossigen Mansardwalmdachbauten, zunächst erbaut als zweiflügeliger Renaissancebau, heutiger Süd- und Südwestflügel, dessen Nordwestgiebel mit bekrönendem Volutenaufsatz, 1648–1669, dann erweitert um den halben West- und Nordflügel zur Dreiflügelanlage, von Andreas Gallasini, 1726–1737, im östlichen Teil des Nordflügels ehemalige Schlosskapelle, jetzt katholische Kirche St. Benedikt, Saalbau mit Mansardwalmdach und Zwiebelturm, um 1751/52; mit Ausstattung | D-6-72-113-45 Wikidata | weitere Bilder |
| Schloßstraße 14 (Standort)            | Brunnenstube | eingetiefter Massivbau mit Satteldach und Wappen des Fürtsabts Amandus von Busek im Giebel, um 1750 | D-6-72-113-45 Wikidata | BW             |
| Schloßstraße 14 (Standort)            | Schlossbrücke | Bogenbrücke, Hausteinmauerwerk, 17./18. Jahrhundert | D-6-72-113-45 Wikidata | weitere Bilder |

### Staatsbad Brückenau
| Lage                                        | Objekt                                                              | Beschreibung | Akten-Nr.               | Bild           |
| ------------------------------------------- | ------------------------------------------------------------------- | --- | ----------------------- | -------------- |
| Amand-von-Buseck-Straße (Standort)          | Denkmal                                                             | König Ludwig I. als Bauherr, sitzend und Lorbeer bekrönt, Bronze, auf Sandsteinpostament mit Wappen und Puttokaryatiden, von Ferdinand Miller, 1897 | D-6-72-113-53 Wikidata  | weitere Bilder |
| Amand-von-Buseck-Straße 8, 10 (Standort)    | Ehemaliges Badehaus und Hotel, heute sogenanntes Badhotel           | Ursprünglich dreigeschossiger Massivbau mit Walmdach und Mittelrisalit (Nordflügel), klassizistisch, von Leo von Klenze, 1821–23, im Süden später erweitert durch Anbauten im barockisierenden Jugendstil, zweigeschossiger Mansardwalmdachbau, verbunden mit eingeschossigem Bau mit Brüstungsattika und Pavillonanbau, von Eugen Drollinger, 1910–1911                                       | D-6-72-113-50 Wikidata  | weitere Bilder |
| Amand-von-Buseck-Straße 12 (Standort)       | Kursaal                                                             | Klassizistischer Saalbau mit Arkadenumgang, Quadermauerwerk und Satteldach, mit hoher Sockelzone und Freitreppen, Johann Gottfried Gutensohn und Joseph Thürmer, 1827–1833, bezeichnet 1830 | D-6-72-113-51 Wikidata  | weitere Bilder |
| Fügleinstraße 4 (Standort)                  | Villa Anna Maria                                                    | Zweigeschossiger Massivbau mit hoher Sockelzone und Mansardwalmdach, in Formen des reduzierten Historismus, um 1925 | D-6-72-113-54 Wikidata  | weitere Bilder |
| Heinrich-von-Bibra-Straße 1 (Standort)      | Katholische Marienkirche                                            | Dreischiffige Basilika mit Südturm und auskragendem Querhaus, im barockisierenden Jugendstil, von Eugen Drollinger, 1909; mit Ausstattung; Kirchhofmauer mit südlichem Portal und Treppenaufgang, Hausteinmauerwerk, gleichzeitig | D-6-72-113-55 Wikidata  | weitere Bilder |
| Heinrich-von-Bibra-Straße 5 (Standort)      | Ehemaliges Kurhaus, sogenanntes Haus Alter Schwan                   | Pavillonartiger, zweigeschossiger Mansardwalmdachbau, barock, im Kern 1747, nach 1848 an heutigen Standort versetzt | D-6-72-113-56 Wikidata  | weitere Bilder |
| Heinrich-von-Bibra-Straße 7 (Standort)      | Ehemaliges Kurhaus, sogenanntes Haus Löwe                           | Pavillonartiger, zweigeschossiger Massivbau mit Mansarddach, Lisenengliederung, Zwerchhaus mit gesprengtem Segmentgiebel und einem auf Säulen getragenen Balkon, Jugendstil mit neubarocken Elementen, bezeichnet „1907“ | D-6-72-113-57 Wikidata  | weitere Bilder |
| Heinrich-von-Bibra-Straße 9 (Standort)      | Villa, sogenanntes Haus Widder, Kurhaus                             | Zweigeschossiger Massivbau mit Mansarddach, Zwerchhaus mit gesprengtem Segmentbogengiebel, Lisenengliederung und Bossierung im Erdgeschoss, neubarock, bezeichnet „1901“ | D-6-72-113-59 Wikidata  | weitere Bilder |
| Heinrich-von-Bibra-Straße 10 (Standort)     | Ehemalige Remise                                                    | Langgestreckter, eingeschossiger Massivbau aus Quadermauerwerk mit Mittelrisalit mit Zinnenbekrönung, Seitenflügel mit Satteldächern, sowie zwei Eckpavillons mit Mansardwalmdächern, von Johann Nepomuk Pertsch, 1827–1829 | D-6-72-113-58 Wikidata  | weitere Bilder |
| Heinrich-von-Bibra-Straße 11, 15 (Standort) | Wandelgang                                                          | Offener Eisenskelettbau mit Flachsatteldach, Zweitverwendung des ehemaligen Bahnsteiges von Bad Kissingen, mit massiven Pavillonzwischenbauten, mit offenem Loggienbereich als Durchgang und Mansarddach, in neubarocken Formen, um 1900, nach Süden um einen offenen Pavillon mit abgetrepptem Glockendach und überdachter Brücke ergänzt, neubarock, von Eugen Drollinger, bezeichnet „1911“ | D-6-72-113-61 Wikidata  | weitere Bilder |
| Heinrich-von-Bibra-Straße 13 (Standort)     | Gartenplastiken                                                     | Barocke Skulpturen, Gestalt einer Frau mit Füllhorn und eines Kriegers in Rüstung sein Schwert ziehend, womöglich Flora bzw. Ceres und Mars, vor dem Kurhotel aufgestellt, Sandstein, Mitte 18. Jahrhundert | D-6-72-113-52 Wikidata  | BW             |
| Heinrich-von-Bibra-Straße 13 (Standort)     | Kurhotel                                                            | Dreigeschossiger Massivbau mit Mansardwalmdach, Mittel- und Eckrisaliten mit rundbogigem Abschluss, in Formen des Neobarocks, von Max Littmann, 1899–1901, mit östlicher Erweiterung eines Speisesaalanbaus mit Kuppel, ebenfalls von Max Littmann, 1906–1908 | D-6-72-113-62 Wikidata  | weitere Bilder |
| Heinrich-von-Bibra-Straße 16 (Standort)     | Gartenterrassen                                                     | Terrassierungen um 1751 | D-6-72-113-64 Wikidata  | weitere Bilder |
| Heinrich-von-Bibra-Straße 16 (Standort)     | Gärtnerhäuschen                                                     | kleiner Mansardwalmdachbau, 18. Jahrhundert | D-6-72-113-64           | weitere Bilder |
| Heinrich-von-Bibra-Straße 17 (Standort)     | Kurhaus, sogenanntes Haus Hirsch                                    | Pavillonartiger, zweigeschossiger Mansarddachbau, barock, von Andrea Gallasini, im Kern 1747 | D-6-72-113-65 Wikidata  | weitere Bilder |
| Heinrich-von-Bibra-Straße 19 (Standort)     | Villa Maria                                                         | Schlichter dreigeschossiger Massivbau mit Walmdach und Lisenengliederung, reduzierter Historismus, 1868 | D-6-72-113-67 Wikidata  | weitere Bilder |
| Heinrich-von-Bibra-Straße 20 (Standort)     | Villa                                                               | Zweigeschossiger Massivbau mit Mansarddach, Balkonen und kleiner Dachterrasse, neubarock, um 1910 | D-6-72-113-68 Wikidata  | weitere Bilder |
| Heinrich-von-Bibra-Straße 20 (Standort)     | Pavillon                                                            | eingeschossiger Massivbau mit geschwungenem Walmdach, gleichzeitig | D-6-72-113-68           | weitere Bilder |
| Heinrich-von-Bibra-Straße 21 (Standort)     | Brunnenhaus, Wernarzer Quellentempel                                | achteckiger Pavillon mit Säulenpaaren und Glockendach über Tambour mit Lunettenfenstern, mit Glasmalereien und bemalter Kuppel, Jugendstil, 1911 von Hofbaurat Eugen Drollinger, über der Wernarzer Quelle von 1749/67 | D-6-72-113-167 Wikidata | weitere Bilder |
| Heinrich-von-Bibra-Straße 23 (Standort)     | Kurhaus, sogenanntes Haus Schwan                                    | Pavillonartiger, zweigeschossiger Massivbau mit Mansardwalmdach, Zwerchhaus mit gesprengtem Segmentgiebel, Lisenengliederung und einem auf Säulen ruhenden Balkon, im barockisierenden Jugendstil, bezeichnet „1907“ | D-6-72-113-69 Wikidata  | weitere Bilder |
| Heinrich-von-Bibra-Straße 24 (Standort)     | Villa Füglein, seit 2007 Nutzung als Museum                         | Zweigeschossiger Massivbau mit Mansardwalmdach, zwei Eckpavillons, Zwerchhäusern und Loggien, reduzierter Historismus, bezeichnet „1908“ | D-6-72-113-70 Wikidata  | weitere Bilder |
| Heinrich-von-Bibra-Straße 24 (Standort)     | Einfriedung                                                         | Hausteinmauerwerk, gleichzeitig | D-6-72-113-70           | weitere Bilder |
| Heinrich-von-Bibra-Straße 25 (Standort)     | Ehemaliges Kurhaus, heute Kurverwaltung, sogenannter Elisabethenhof | Dreigeschossiger Walmdachbau mit Mittelrisalit, Lisenengliederung und Dreiecksgiebel, Pendantbau zum sogenannten Badhotel von Leo von Klenze, neoklassizistisch, 1894 | D-6-72-113-71 Wikidata  | weitere Bilder |
| Heinrich-von-Bibra-Straße 26 (Standort)     | Evangelisch-lutherische Kirche                                      | Zentralbau auf dem Grundriss eines griechischen Kreuzes, mit Vierungsturm mit Pyramidendach und Laternenaufsatz sowie westlichem Rundturm, in Formen des Jugendstils, nach dem Vorbild der Grabeskirche in Jerusalem, von Eugen Drollinger, 1908; mit Ausstattung | D-6-72-113-72 Wikidata  | weitere Bilder |
| Heinrich-von-Bibra-Straße 26 (Standort)     | Kirchhofmauer                                                       | mit Portal, Hausteinmauerwerk, gleichzeitig | D-6-72-113-72           | weitere Bilder |
| Schlüchterner Straße 1 (Standort)           | Ehemaliges Forsthaus                                                | Zweigeschossiger Sandsteinquaderbau mit Satteldach, reduzierter Historismus, Mitte 19. Jahrhundert | D-6-72-113-73 Wikidata  | weitere Bilder |
| Wernarzer Straße 2 (Standort)               | Gasthaus, sogenannter Kellerbau                                     | Zweigeschossiger Massivbau mit Walmdach und Oberlicht, mit zwei Seitenflügeln und je einem Pavillonanbau mit Satteldächern, klassizistisch, von Bernhard Morell, 1818–1819; auf der Nordseite doppelläufige Treppenanlage und Zugang zu Kellergeschoss, gleichzeitig | D-6-72-113-75 Wikidata  | weitere Bilder |

### Volkers
| Lage                                                  | Objekt                             | Beschreibung | Akten-Nr.              | Bild |
| ----------------------------------------------------- | ---------------------------------- | --- | ---------------------- | ---- |
| Brückenauer Weg 2 (Standort)                          | Sühnekreuz                         | Grob gehauenes Steinkreuz, Sandstein, wohl spätmittelalterlich | D-6-72-113-93 Wikidata | BW   |
| Eichelgrund ()                                        | Grenzstein, sogenannter Dreimärker | Sandstein, bezeichnet „1729“ nicht nachqualifiziert, im Bayerischen Denkmal-Atlas nicht kartiert                                                                                      | D-6-72-113-94 Wikidata |      |
| Hauptstraße 4 (Standort)                              | Heiligenfigur                      | Skulptur der Maria Immaculata auf Postament, Sandstein, 1848 | D-6-72-113-83 Wikidata | BW   |
| Hauptstraße 8 (Standort)                              | Sühnekreuz                         | Grob gehauenes Steinkreuz mit Reliefkreuz auf der Vorderseite, Sandstein, spätmittelalterlich                                                                                         | D-6-72-113-88 Wikidata | BW   |
| Hauptstraße 9 (Standort)                              | Bildstock                          | Relieftafel mit Kreuzigungsdarstellung, Rückseite mit Vesperbild, bekrönt von Bischofsfigur, auf Rundsäule mit ionischem Kapitell auf Basisplatte, Sandstein, bezeichnet „1787“       | D-6-72-113-82 Wikidata | BW   |
| Leimbachswand (Standort)                              | Kreuzdachbildstock                 | Aufsatz mit Rechtecknischen, darin Reliefs von Hochkreuzen mit den Buchstaben „H“ und „M“, auf erneuerter Achtkantsäule von 1935, über Mühlsteinsockel, Sandstein, bezeichnet „1566“  | D-6-72-113-95 Wikidata | BW   |
| Ölerswiesen; Grabenäcker; Unterm Kirchberg (Standort) | Kreuzdachbildstock                 | Aufsatz mit leerer Rundbogennische und Reliefdarstellungen von Kleeblattkreuz, Monstranz und IHS Monogramm, auf Rundsäule über ornamentiertem Postament, Sandstein, bezeichnet „1750“ | D-6-72-113-92 Wikidata | BW   |

### Volkersberg
| Lage                                       | Objekt                                | Beschreibung | Akten-Nr.              | Bild           |
| ------------------------------------------ | ------------------------------------- | --- | ---------------------- | -------------- |
| Kirchberg (Standort)                       | Bildstock                             | Tafelaufsatz mit Kreuzigungsrelief mit Assistenzfiguren, Rückseite mit Darstellung der Arma Christ, auf Rundsäule mit ionisierendem Kapitell über ornamentiertem Postament, Sandstein, bezeichnet „1705“ | D-6-72-113-90 Wikidata | BW             |
| Kirchberg, Vorderer Kirchenpfad (Standort) | Bildstock                             | Barocker Tafelaufsatz mit Darstellung der Kreuztragung, Rückseite mit Inschrift, darunter Kartusche mit Engelskopf, auf Spiralsäule über rundem Basisblock, Sandstein, bezeichnet „1710“ | D-6-72-113-87 Wikidata | BW             |
| Volkersberg (Standort)                     | Kreuzweg                              | 13 Kreuzwegstationen mit Kreuzigungsgruppe, Stationshäuschen mit Rundbogengiebel mit Inschriften und Eckpilastern, Sandstein, im Inneren barocke, hölzerne Skulpturen und Figurenreliefs, wohl von Wenzelaus Marx, 1755, Kreuzigungsgruppe, mit drei Kreuzen, Schächern und Assistenzfiguren, sowie Engel, auf naturalistischem Unterbau, Sandstein, 1754 | D-6-72-113-89 Wikidata | weitere Bilder |
| Volkersberg 1 (Standort)                   | Klosterkirche Heilig Kreuz            | Tonnengewölbter Saalbau mit östlichem Dachreiter, 1664 bis 1677, um ein Joch erweitert, 1707 | D-6-72-113-85 Wikidata | weitere Bilder |
| Volkersberg 1 (Standort)                   | Franziskanerkloster: Klostergebäude   | dreiflügelige Anlage, dreigeschossiger Massivbau mit Walmdach, bezeichnet 1664 und 1668 | D-6-72-113-85 Wikidata | weitere Bilder |
| Volkersberg 1 (Standort)                   | Franziskanerkloster: Zisterne         | mit Kuppeldach auf Säule, im Klosterhof, 1720 | D-6-72-113-85 Wikidata | BW             |
| Volkersberg 1 (Standort)                   | Kreuzdachbildstock                    | Aufsatz mit Reliefdarstellungen von Kleeblattkreuzen, sowie Kruzifix mit Wappenschild, auf Rundsäule über Postament, Sandstein, bezeichnet 1565 | D-6-72-113-85 Wikidata | weitere Bilder |
| Volkersberg 1 (Standort)                   | Reste der Klostermauer                | Hausteinmauerwerk, Sandstein, 17./18. Jahrhundert | D-6-72-113-85 Wikidata | weitere Bilder |
| Volkersberg 2 (Standort)                   | Ehemaliges Gasthaus, heute Jugendhaus | Zweigeschossiger, barocker Massivbau mit Eckquaderung und Mansardwalmdach, 1752 | D-6-72-113-86 Wikidata | weitere Bilder |

### Wernarz
| Lage                                 | Objekt                           | Beschreibung | Akten-Nr.               | Bild           |
| ------------------------------------ | -------------------------------- | --- | ----------------------- | -------------- |
| Frankfurter Straße 43 (Standort)     | Wegkreuz                         | Kruzifix auf Postament mit Inschrift, Sandstein, Corpus Gussstein, bezeichnet „1896“ | D-6-72-113-97 Wikidata  | weitere Bilder |
| Hubertusweg 1 (Standort)             | Bahnhof des Staatsbades          | zweigeschossiges Stationsgebäude mit giebelständigem Mittelbau und südwestlich zweigeschossigem satteldachgedecktem Seitentrakt, Erdgeschoss massiv, Fachwerkobergeschoss verschindelt, im Nordosten eingeschossige Gepäckhalle mit flach geneigtem Satteldach, an der ehemaligen Gleisseite Flugdach, späthistoristisch, 1891 | D-6-72-113-168          | BW             |
| Hubertusweg 2 (Standort)             | Wegkreuz                         | Kruzifix mit naturalistischem Kreuzbaumstamm mit Rindenstruktur und Astlöchern, auf Postament, Sandstein, bezeichnet „1906“ | D-6-72-113-98 Wikidata  | weitere Bilder |
| Im Straßfeld (Standort)              | Kreuzdachbildstock               | Kreuzdachhaus mit Figurennische und Reliefdarstellungen von Kreuz, Blumenornament, IHS- und INRI-Monogramm, sowie einer Inschrift, auf Rundsäule über ornamentiertem Postament, auf Basisblock, Sandstein, bezeichnet „1671“                                                                                                   | D-6-72-113-118 Wikidata | weitere Bilder |
| Unteres Straßfeld (Standort)         | Einfriedung                      | Sandsteinplattenzaun, aus 120 etwa 70 cm hohen, nahezu rechteckigen Sandsteinplatten, 18./19. Jahrhundert | D-6-72-113-119 Wikidata | BW             |
| Valentin-Becker-Straße 29 (Standort) | Villa                            | Eingeschossiger Massivbau mit Fachwerkzwerchhäusern, bossierter Sockelzone und Satteldach, von Paul Schmohl und Georg Stähelin, 1903 | D-6-72-113-74 Wikidata  | weitere Bilder |
| Wernarzer Straße 4 (Standort)        | Ehemaliges Kurhotel              | Dreigeschossiger Halbwalmdachbau mit Ziergiebeln, Balkons und Loggien, mit nördlichem eingeschossigem Anbau, in Formen des Jugendstils, um 1905 | D-6-72-113-116 Wikidata | weitere Bilder |
| Wernarzer Straße 23 (Standort)       | Kreuzdachbildstock               | Aufsatz mit Reliefdarstellungen von Kruzifix, IHS-Monogramm, Sonnenmotiv und Kreuz auf dem Hügel, auf Rundsäule über ornamentiertem Sockel, Sandstein, bezeichnet „1730“ | D-6-72-113-78 Wikidata  | weitere Bilder |
| Wernarzer Straße 23 (Standort)       | Ehemalige Kurvilla Schweizerhaus | Dreigeschossiger Massivbau mit Halbwalmdach, Fachwerkgiebeln und westlichem Mittelrisalit mit Fachwerkzwerchhaus und Balkonen, historistisch, um 1905 | D-6-72-113-117 Wikidata | weitere Bilder |
| Wernarzer Straße 25 (Standort)       | Kurpension Angelika              | Villenartiger, zweigeschossiger Massivbau mit Mansardwalmdach, südwestlichem Turm mit Glockendach, Erkern, Balkonen und Loggien, in Formen des Jugendstils, um 1905 | D-6-72-113-76 Wikidata  | weitere Bilder |
| Wernarzer Straße 23 ()               | Bildstock                        | Aufsatz mit vierseitigem Rundbogendach, mit Reliefdarstellungen von Kreuz und Monstranz, auf Rundsäule über ornamentiertem Sockel, Sandstein, bezeichnet „1757“; im Bayerischen Denkmal-Atlas nicht kartiert | D-6-72-113-79 Wikidata  |                |
| Sandweg, Dreistelzweg ()             | Flurkapelle                      | mit Rundgiebel und Kugelaufsätzen, bezeichnet mit "1765"; mit seitlichen Pfeilern | D-6-72-113-169          |                |

### Keinem Gemeindeteil zugeordnet
| Lage             | Objekt                             | Beschreibung | Akten-Nr.      | Bild |
| ---------------- | ---------------------------------- | --- | -------------- | ---- |
| Maß ()           | Bildstock, sogenannter Judenstein  | breiter Sockelstein, darauf Postament mit Säule und Kreuzdachaufsatz mit Rundbogennischen aus einem Stück, Sandstein, bezeichnet "1727" und "1853" | D-6-72-113-171 |      |
| Teufelslöffel () | Bildstock                          | Säule auf Postament und Aufsatz mit vier Blendnischen, bezeichnet mit "1757"                                                                       | D-6-72-113-176 |      |
| Teufelslöffel () | Wegkreuz, sogenanntes Fügleinkreuz | Kreuz aus gelbem Sandstein auf Sockel mit Inschriftplatte, bezeichnet mit "1904"                                                                   | D-6-72-113-175 |      |

## Ehemalige Baudenkmäler
In diesem Abschnitt sind Objekte aufgeführt, die früher einmal in der Denkmalliste eingetragen waren, jetzt aber nicht mehr. Objekte, die in anderem Zusammenhang – also z. B. als Teil eines Baudenkmals – weiter eingetragen sind, sollen hier nicht aufgeführt werden. Aktennummern in diesem Abschnitt sind ehemalige, jetzt nicht mehr gültige Aktennummern.

| Lage                                                              | Objekt                                 | Beschreibung                                                                                          | Akten-Nr.              | Bild                   |
| ----------------------------------------------------------------- | -------------------------------------- | --- | ---------------------- | ---------------------- |
| Bad Brückenau Am alten Forstweg ()                                | Bildstock                              | | D-6-72-113-81          |                        |
| Bad Brückenau Wernarzer Straße, Abzweigung Hubertusweg (Standort) | Steinkreuz                             | 1906                                                                                                  | D-6-72-113-77 Wikidata | BW                     |
| Bad Brückenau Fuldaer Straße 2 (Standort)                         | Vgl. Ensemble Altstadt                 | | D-6-72-113-18 Wikidata | Vgl. Ensemble Altstadt |
| Bad Brückenau Fuldaer Straße 4 (Standort)                         | Vgl. Ensemble Altstadt                 | | D-6-72-113-18 Wikidata | Vgl. Ensemble Altstadt |
| Bad Brückenau Ludwigstraße 52 (Standort)                          | Vgl. Ensemble Altstadt                 | | D-6-72-113-31 Wikidata | Vgl. Ensemble Altstadt |
| Bad Brückenau Sinntor 1, 5, 7, 8, 10 (Standort)                   | Vgl. Ensemble Altstadt                 | | D-6-72-113-36 Wikidata | BW                     |
| Bad Brückenau Sinntor 3 (Standort)                                | Vgl. Ensemble Altstadt                 | | D-6-72-113-36 Wikidata | Vgl. Ensemble Altstadt |
| Bad Brückenau Sinntor 12, 14 (Standort)                           | Vgl. Ensemble Altstadt                 | | D-6-72-113-36 Wikidata | Vgl. Ensemble Altstadt |
| Bad Brückenau Sinn (Standort)                                     | Steintafel                             | Mit Inschrift zur Brückengründung, bezeichnet „1597“                                                  | D-6-72-113-7 Wikidata  | BW                     |
| Staatsbad Brückenau ()                                            | Gedenkkreuz, sogenanntes Fügleinskreuz | Einfaches Sandsteinkreuz auf Rechtecksockel mit Pietàrelief auf weißer Marmortafel, bezeichnet „1904“ | D-6-72-113-80 Wikidata |                        |
| Volkers Feldweg westlich des Ortes ()                             | Bildstock                              | Sandstein, 17. Jahrhundert                                                                            | D-6-72-113-84 Wikidata |                        |

## Abgegangene Baudenkmäler
In diesem Abschnitt sind Objekte aufgeführt, die früher einmal in der Denkmalliste eingetragen waren, jetzt aber nicht mehr existieren, z. B. weil sie abgebrochen wurden. Aktennummern in diesem Abschnitt sind ehemalige, jetzt nicht mehr gültige Aktennummern.

| Lage                                                        | Objekt | Beschreibung | Akten-Nr.               | Bild |
| ----------------------------------------------------------- | --- | --- | ----------------------- | ---- |
| Staatsbad Brückenau Heinrich-von-Bibra-Straße 16 (Standort) | Ehemaliges Gasthaus, ehemalige Sommerresidenz der Fürstbischöfe (ab 1775), ehemalige Sommerresidenz des Kronprinzen Ludwig (ab 1818), heute Hotel | Zweigeschossiger Massivbau mit Mansardwalmdach, 1775, im Kern Reste des ehemaligen Gasthauses von 1771 erweitert um den westlichen, eingeschossigen Speisesaalanbau mit sechs Rundbogentüren, Johann Gottfried Gutensohn, 1821–1825, 1978 abgebrochen und nach alten Formen erneuert | D-6-72-113-64 Wikidata  | BW   |
| Staatsbad Brückenau Schlüchterner Straße 4 (Standort)       | Bildstock | Reliefaufsatz mit Darstellung des Christkindes auf Wolken, auf Rundsäule mit ionischem Kapitell über ornamentiertem Postament, Sandstein, 18. Jahrhundert; | D-6-72-113-115 Wikidata | BW   |